# The Final Sign of Evil
The Final Sign of Evil dvanaesti je studijski album njemačkog thrash metal sastava Sodom. Album je objavljen 28. rujna 2007. godine, a objavila ga je diskografska kuća Steamhammer.
Na ovom se albumu sastav vraća prvobitnim žanrovima, speed metalu i black metalu, s daškom thrash metala. Ipak, na sljedećem albumu In War and Pieces odbacuju speed i black metal te se ponovno vraćaju istinskom thrash metalu.

## Popis pjesama
Tekstovi i glazba: Chris Witchhunter, Grave Violator i Tom Angelripper. 
| 1.    | »The Sin of Sodom«       | 5:41 |
| 2.    | »Blasphemer«             | 3:20 |
| 3.    | »Bloody Corpse«          | 3:56 |
| 4.    | »Witching Metal«         | 3:38 |
| 5.    | »Sons of Hell«           | 4:22 |
| 6.    | »Burst Command 'til War« | 2:29 |
| 7.    | »Where Angels Die«       | 4:47 |
| 8.    | »Sepulchral Voice«       | 4:36 |
| 9.    | »Hatred of the Gods«     | 3:14 |
| 10.   | »Ashes to Ashes«         | 4:22 |
| 11.   | »Outbreak of Evil«       | 5:26 |
| 12.   | »Defloration«            | 3:52 |
| 47:39 |                          |      |

## Zasluge
Sodom
- Tom Angelripper – vokali, bas-gitara, produciranje, grafički dizajn
- Chris Witchhunter – bubnjevi

Dodatni glazbenici
- Grave Violator – gitara
- Thorsten Hain – glavna gitara (na pjesmi 4)
- Frank Hübner – glavna gitara (na kraju pjesme 5)

Ostalo osoblje
- Andreas Marschall – omot albuma
- Pluto – mastering
- Thorsten "Toto" Hain – produciranje, inženjer zvuka, snimanje, grafički dizajn
- Robert Schmidt – fotografija